# Femei din Alger
Pânza Femei din Alger este primul tablou important care s-a născut pe fondul „impresiilor orientale” din călătorie. În acestă pictură, Eugène Delacroix ilustrează o viziune pe care și-o notase în jurnalul său: „În această abundență de mătăsuri și aur trăiesc frumoase gazele omenești”.

## Descriere
Femei visătoare, înveșmîntate cu fast se armonizează de minune cu bogăția aceasta orientală a interiorului, creând o compozițe senzorială scăldată în lumină și culoare.
În acest tablou, pictorul folosește o tehnică prin care se aplică culori pure –cum ar fi, de pildă, perna din stânga, conferind astfel luminozitate întregii compoziții. Grație acestor culori curate, artistul reușește să redea efectul scânteirii, și al bijuteriilor.